# Gruppenkommando
Die Gruppenkommandos der Reichswehr, später auch als Heeresgruppenkommandos bezeichnet, waren zur Zeit der Weimarer Republik und auch noch in den ersten Jahren nach der Machtübernahme Adolf Hitlers die organisatorische Zusammenfassung mehrerer Großverbände des Reichsheeres, der Landstreitkräfte der Reichswehr, dann des Heeres der Wehrmacht, unter einem einheitlichen Kommando.

## Geschichte
Die Vorläufige Reichswehr verfügte vom 1. Oktober 1919 an über vier Reichswehr-Gruppenkommandos
- Reichswehr-Gruppenkommando 1 in Berlin
- Reichswehr-Gruppenkommando 2 in Kassel
- Reichswehr-Gruppenkommando 3 in Kolberg (Pommern)
- Reichswehr-Gruppenkommando 4 in München

Mit der Neuorganisation der Reichswehr vom 23. März 1921 verblieben zwei Gruppenkommandos, eines in Berlin (Gruppenkommando 1 für Nord- und Ostdeutschland) und eines in Kassel (Gruppenkommando 2 für West- und Süddeutschland). Diese Gruppenkommandos, die dem Chef der Heeresleitung direkt unterstellt waren, hatten allerdings eher den Charakter von Armeeoberkommandos, da ihnen lediglich folgende Divisionen unterstanden:
Gruppenkommando 1
- 1. Division in Königsberg (Preußen), Wehrkreis I
- 2. Division in Stettin, Wehrkreis II
- 3. Division in Berlin, Wehrkreis III
- 4. Division in Dresden, Wehrkreis IV
- 1. Kavallerie-Division in Frankfurt (Oder)
- 2. Kavallerie-Division in Breslau

Gruppenkommando 2
- 5. Division in Stuttgart, Wehrkreis V
- 6. Division in Münster, Wehrkreis VI
- 7. (Bayerische) Division in München, Wehrkreis VII
- 3. Kavallerie-Division in Weimar

Diese Gliederung bestand für die gesamte verbleibende Zeit der Weimarer Republik und auch noch nach 1933. Beim Übergang der Reichswehr in die Wehrmacht wurden 1935 das Gruppenkommando 3 in Dresden und 1937 das Gruppenkommando 4 in Leipzig neu gebildet. Der Befehlsbereich der Kommandos wurde bei der Aufrüstung der Wehrmacht durch den Aufbau von Armeekorps, die zwischen den Divisionen und den Gruppenkommandos eingeschaltet wurden, erweitert. Seit Februar 1938 führten sie daher die offizielle Bezeichnung Heeresgruppenkommandos. 1938 wurden noch die Heeresgruppenkommandos 5 in Wien und 6 in Hannover aufgestellt.
| Heeresgruppe/ Gruppenkommando | Hauptquartier | Anmerkungen |
| ----------------------------- | ------------- | --- |
| 1                             | Berlin        | entstanden am 30. September 1919                                                                                              |
| 2                             | Kassel        | entstanden am 30. September 1919, im Juli 1938 von Kassel nach Frankfurt am Main verlegt                                      |
| 3                             | Kolberg       | bestand vom 1. Oktober 1919 bis zum 23. März 1921; im April 1935 in Dresden als Heeresgruppe der Wehrmacht neu aufgestellt    |
| 4                             | München       | bestand vom 1. Oktober 1919 bis zum 23. März 1921; am 1. April 1937 in Leipzig als Heeresgruppe der Wehrmacht neu aufgestellt |
| 5                             | Wien          | nach dem Anschluss Österreichs am 1. April 1938 als Heeresgruppe der Wehrmacht aufgestellt                                    |
| 6                             | Hannover      | am 24. November 1938 als Heeresgruppe der Wehrmacht aufgestellt                                                               |

Die Heeresgruppenkommandos der Wehrmacht wurden alle bei Mobilmachung am 26. August 1939 umbenannt oder in Armeeoberkommandos umgegliedert.